# Uwe Seeler
Uwe Seeler, nemški nogometaš, * 5. november 1936, Hamburg, Tretji rajh, † 21. julij 2022, Norderstedt, Nemčija.
Seeler je celotno mladinsko in člansko kariero odigral za klub Hamburger SV v nemški ligi, kjer je med letoma 1953 in 1972 odigral 476 prvenstvenih tekem in dosegel 404 gole. S klubom je osvojil naslov državnega prvaka v sezoni 1959/60, državnega podprvaka v sezonah 1956/57 in 1957/58 ter državni pokal leta 1963. Leta 1978, šest let po upokojitvi, je skupaj z nekdanjim soigralcem Franz-Josefom Hönigom odigral eno prvenstveno tekmo za Cork Celtic v irski ligi, na kateri je dosegel dva gola.
Za zahodnonemško reprezentanco je odigral 72 uradnih tekem in dosegel 43 golov. Nastopil je na svetovnih prvenstvih v letih 1958, 1962, 1966 in 1970. Z reprezentanco je leta 1966 osvojil naslov podprvaka, leta 1970 tretje in leta 1958 četrto mesto.